# Erik Gabriel Melartin
Erik Gabriel Melartin, född 11 januari 1780, död 8 juli 1847, var den andre ärkebiskopen i Åbo ärkestift åren 1833–1847. Han efterträdde Jacob Tengström. Före sin tid som ärkebiskop verkade han bland annat som professor och deltog aktivt i förberedandet av skolordningen år 1843. Melartin var också den första ordföranden i Finska litteratursällskapet.

## Utmärkelser
- Sankt Annas orden, andra klass,  1820[1]
- Sankt Vladimirs orden, tredje klass,  16 juni 1833[1]
- Sankt Stanislausorden, första klassen,  12 januari 1836[1]
- Sankt Annas orden, första klass,  18 december 1840[1]
- Sankt Vladimirs orden, andra klassen,  6 april 1844[1]

[Redigera Wikidata]